# Carlowrightia arizonica
Carlowrightia arizonica là một loài thực vật có hoa trong họ Ô rô. Loài này được A.Gray mô tả khoa học đầu tiên năm 1878.